# Paralethariicola
Paralethariicola is een monotypisch geslacht van korstmossen dat behoort tot de familie Odontotremataceae van de ascomyceten. Het bevat alleen Paralethariicola aspiciliae.